# Lème
Lème [lɛm] ist eine französische Gemeinde mit 168 Einwohnern (Stand 1. Januar 2022) im Département Pyrénées-Atlantiques in der Region Nouvelle-Aquitaine (vor 2016: Aquitanien). Die Gemeinde gehört zum Arrondissement Pau und zum Kanton Terres des Luys et Coteaux du Vic-Bilh (bis 2015: Kanton Thèze).
Die Einwohner werden Lémois und Lémoises genannt.

## Geographie
Lème liegt ca. 25 km nördlich von Pau in der gascognischen Region Vic-Bilh in der historischen Provinz Béarn.
Umgeben wird der Ort von den Nachbargemeinden:
| Méracq | Pouliacq                                    |                  |
|        | Kompassrose, die auf Nachbargemeinden zeigt | Garlède-Mondebat |
| Auga   | Thèze                                       |                  |

Lème liegt im Einzugsgebiet des Flusses Adour. Einer seiner Nebenflüsse, der Louts, durchquert das Gebiet der Gemeinde.

## Geschichte
Hügelgräber und Spuren von Fundamenten aus frühgeschichtlicher Zeit belegen eine frühe Besiedelung. Im 13. Jahrhundert wird die Siedlung auf einer Anhöhe zwischen den Tälern des Luy und des Louts zum ersten Mal in den fors de Béarn erwähnt, im 14. Jahrhundert wird das Dorf befestigt. Bei der Volkszählung im Béarn im Jahr 1385 wurden vier Haushalte unter der Bezeichnung fens lo casteg (‚innerhalb der Burg‘) und 22 Haushalte unter der Bezeichnung fore lo casteg (‚außerhalb der Burg‘) gezählt. Mit „casteg“ ist die im Mittelalter übliche Motte gemeint, eine kreisrunder, künstlicher Erdhügel, in dessen Mitte ein Turm aus Holz emporragte. Die Haushalte außerhalb dieser Befestigungsanlage umfassten u. a. die des Laienklosters, der Schmieden und der Cagots, einer Personengruppe, die vom 13. bis weit ins 19. Jahrhundert hinein in Spanien und Frankreich diskriminiert und weitgehend vom gesellschaftlichen Leben ausgeschlossen war und auch in diesem Dorf von den restlichen Bewohnern getrennt lebte. Lème gehörte in dieser Zeit zur Bailliage von Pau. Im 16. Jahrhundert wurde die Gemeinde vom Baronat von Coarraze abhängig. 1614 verkaufte der Baron Henri II. d’Albret-Moissens die Grundherrschaft an Jean de Salinis, einem Kaufmann aus Pau, der 1620 auch das Laienkloster und den Zehnt erstand.
Toponyme und Erwähnungen von Lème waren:
- Lema (1538, Manuskriptsammlung des 16. bis 18. Jahrhunderts),
- Leme (1750, Karte von Cassini),
- Lheme (1777, Zählung von Lème),
- Leme (1793 und 1801, Notice Communale bzw. Bulletin des lois) und
- Lème (1863, Dictionnaire topographique du département des Basses-Pyrénées).[3][4][5]

### Einwohnerentwicklung
Nach einem Höchststand der Einwohnerzahl von rund 450 in der ersten Hälfte des 19. Jahrhunderts reduzierte sich die Zahl bei kurzen Erholungsphasen bis zu den 1990er Jahren auf rund 130 Einwohner, bevor ein moderates Wachstum einsetzte, das bis heute anhält.
| Jahr      | 1962 | 1968 | 1975 | 1982 | 1990 | 1999 | 2006 | 2009 | 2022 |
| --------- | ---- | ---- | ---- | ---- | ---- | ---- | ---- | ---- | ---- |
| Einwohner | 170  | 154  | 157  | 140  | 134  | 152  | 138  | 156  | 168  |

## Sehenswürdigkeiten
- Pfarrkirche Saint-Jacques, gewidmet Jakobus dem Älteren. Der romanische Bau wurde bereits im 12. Jahrhundert errichtet. Von dieser Zeit stammt der bemerkenswert verzierte Sturz über dem Eingang der heutigen Sakristei. Zwei Personen im Flachrelief umrahmen dort ein Christusmonogramm. Auf der linken Seite hält die Figur eine Schlange an ihrem Kopf, den Sieg des Christentums über das Böse darstellend. Die Figur auf der rechten Seite hält unten den Ansatz des Rho („P“) des Christusmonogramms. Dort stehen außer den üblichen Zeichen Chi („X“) und Rho sowie Alpha und Omega die Wörter Pax (Frieden) oben links, Rex (König) oben rechts, Lux (Licht) unten links und Lex (Gebot) unten rechts. Auf den Kapitellen, die den Sturz tragen, ist links ein Löwe, rechts eine Figur dargestellt, die von Vögeln umgeben ist und Zweige schwenkt. Die Kirche wurde im 16. Jahrhundert restauriert und ein weiteres Mal in der Mitte des 18. Jahrhunderts, wie die Jahreszahl „1759“ an der Südseite des Glockenturms belegt. Viele Ausstattungsgegenstände der Kirche stammen aus dem 17. bis 19. Jahrhundert und sind als nationale Kulturgüter registriert.[7][8][9]

- Ehemaliges Laienkloster, heute Bauernhaus, genannt Rectou. Das heutige Gebäude scheint aus dem 16. Jahrhundert zu stammen, als es sich im Besitz der Familie Labadie befand. Im 17. Jahrhundert gelangte es in die Hände der Familie de Fanget, die das Haus nach und nach vernachlässigten. Heute ist es ein Bauernhaus in Privatbesitz.[10][11]

## Wirtschaft und Infrastruktur
Die Landwirtschaft ist traditionell der wichtigste Wirtschaftsfaktor der Gemeinde. Lème ist bekannt für ihren Pferdezuchtbetrieb le Haras du Bosquet, der zweite in der Rangliste des Béarn hinter dem in Gelos.

### Verkehr
Lème wird durchquert von der Route départementale 944, der ehemaligen Route nationale 644.